# Бершадский, Сергей Владимирович
Сергей Владимирович Бершадский (1881 — 2 января 1942) — русский и советский дирижёр, композитор и аранжировщик.

## Биография
Окончил консерваторию в Санкт-Петербурге (1908) по классам композиции, дирижирования, оркестровки и скрипки. Работал преимущественно как дирижер, а также как композитор и аранжировщик. Преподавал в музыкальном училище, много лет руководил небольшими оркестрами, писал для них музыку, делал всевозможные переложения.
Среди его произведений — романсы, фортепианные миниатюры, квартеты, опера «Степан Разин». В сентябре 1941 года бомба, попавшая в дом, где жили Бершадские, уничтожила весь архив, в том числе нотный, рояль, скрипку работы Амати. В квартире в тот момент никого не было. Сергей Бершадский продолжал работать в блокадном Ленинграде, пока оставались силы. Он погиб от голода 2 января 1942 года.
Дочь — Татьяная Сергеевна Бершадская, музыковед, профессор Санкт-Петербургской консерватории, доктор искусствоведения, заслуженный деятель искусств России.

## Произведения
- Прелюдия для фортепиано 2